# Парамагнетики

Парамагнетик в присутствии сильного магнитного поля.

Парамагнетики — вещества, которые намагничиваются во внешнем магнитном поле в направлении внешнего магнитного поля (J↑↑H) и имеют положительную магнитную восприимчивость, но значительно меньшую единицы. Парамагнетики относятся к слабомагнитным веществам, магнитная проницаемость незначительно отличается от единицы {\displaystyle \mu \gtrsim 1}.

Парамагнетик в отсутствие магнитного поля.

Термин «парамагнетизм» ввёл в 1848 году Майкл Фарадей, который разделил все вещества на ферромагнитные, диамагнитные, парамагнитные, сперомагнитные (асперомагнетики) и ферримагнитные (миктомагнетики).
Молекулы парамагнетика обладают собственными магнитными моментами, которые под действием внешних полей ориентируются по полю и тем самым создают результирующее поле, превышающее внешнее. Парамагнетики втягиваются в магнитное поле. В отсутствие внешнего магнитного поля парамагнетик не намагничен, так как из-за теплового движения собственные магнитные моменты атомов ориентированы совершенно беспорядочно.
К парамагнетикам относятся алюминий ({\displaystyle {\ce {Al}}}), платина ({\displaystyle {\ce {Pt}}}), самарий ({\displaystyle {\ce {Sm}}}) и многие другие металлы (щелочные и щелочно-земельные металлы, а также сплавы этих металлов), кислород ({\displaystyle {\ce {O2}}}), оксид азота ({\displaystyle {\ce {NO}}}), оксид марганца ({\displaystyle {\ce {MnO}}}), хлорное железо ({\displaystyle {\ce {FeCl3}}}) и другие.
Парамагнетиками становятся ферро- и антиферромагнитные вещества при температурах, превышающих, соответственно, температуру Кюри или Нееля (температуру фазового перехода в парамагнитное состояние).

## Свойства
- Магнитная восприимчивость парамагнетиков положительна и незначительно меньше единицы[1].
- При не слишком высоких температурах парамагнетики обладают самопроизвольной намагниченностью, которая сильно изменяется под влиянием внешних воздействий.
- Парамагнетики притягиваются магнитом в присутствии сильного магнитного поля, но в отсутствие не притягиваются.

| Материал | Магнитная восприимчивость, χm (×10−5) |
| -------- | ------------------------------------- |
| Вольфрам | 7,8                                   |
| Цезий    | 6,1                                   |
| Алюминий | 3,2                                   |
| Литий    | 2,4                                   |
| Магний   | 2,2                                   |
| Натрий   | 3,72                                  |